# 風暴奧塞梯
風暴奧塞梯（俄语：Штормовая Осетия）是一支為俄羅斯聯邦武裝力量服務的民兵，成員為在2022年俄羅斯入侵烏克蘭期間招募自北奧塞梯-阿蘭共和國的志願者。該部隊在2023年烏克蘭反攻期間被圍困在烏克蘭扎波羅熱州南部皮亞季哈特基村附近，並於2023年6月19日被烏克蘭軍隊全營殲滅。

## 歷史
2023年6月11日，據報導稱在2023年烏克蘭反攻期間，志願軍部隊為俄軍前線的一部分，其中包括風暴奧塞梯部隊，以及另一支北奧塞梯部隊「阿拉尼亞」，以及兩支俄羅斯部隊「克里米亞」和「薩爾馬特」。這些部隊的任務是守住洛布科韋村周圍的前線，但他們未能做到這一點，而是撤退到預先準備好的陣地，使該村莊落入烏軍手中。
該部隊接著被指派守住洛布科韋以南的皮亞季哈特基村。該部隊成功守住該村五天，擊退了烏軍兩次試圖突破他們陣地的進攻。然而，他們所在的位置被認為難以持守，故撤退至其他預先準備的陣地。在撤退出皮亞季哈特基村的混亂中，該部隊發現自己被進攻中的烏軍包圍。這個由300名戰士組成的營被烏軍「全營殲滅」，包括他們的副指揮官艾文戈·特科夫。

## 副指揮官
艾文戈·特科夫（1991年—2023年6月19日） †